# Le Rove
 Le Rove  es una comuna y población de Francia, en la región de Provenza-Alpes-Costa Azul, departamento de Bocas del Ródano, en el distrito de Istres y cantón de Châteauneuf-Côte-Bleue.
Su población en el censo de 2022 era de 5.205 habitantes.
Está integrada en la Communauté urbaine Marseille Provence Métropole.